# IC代幣

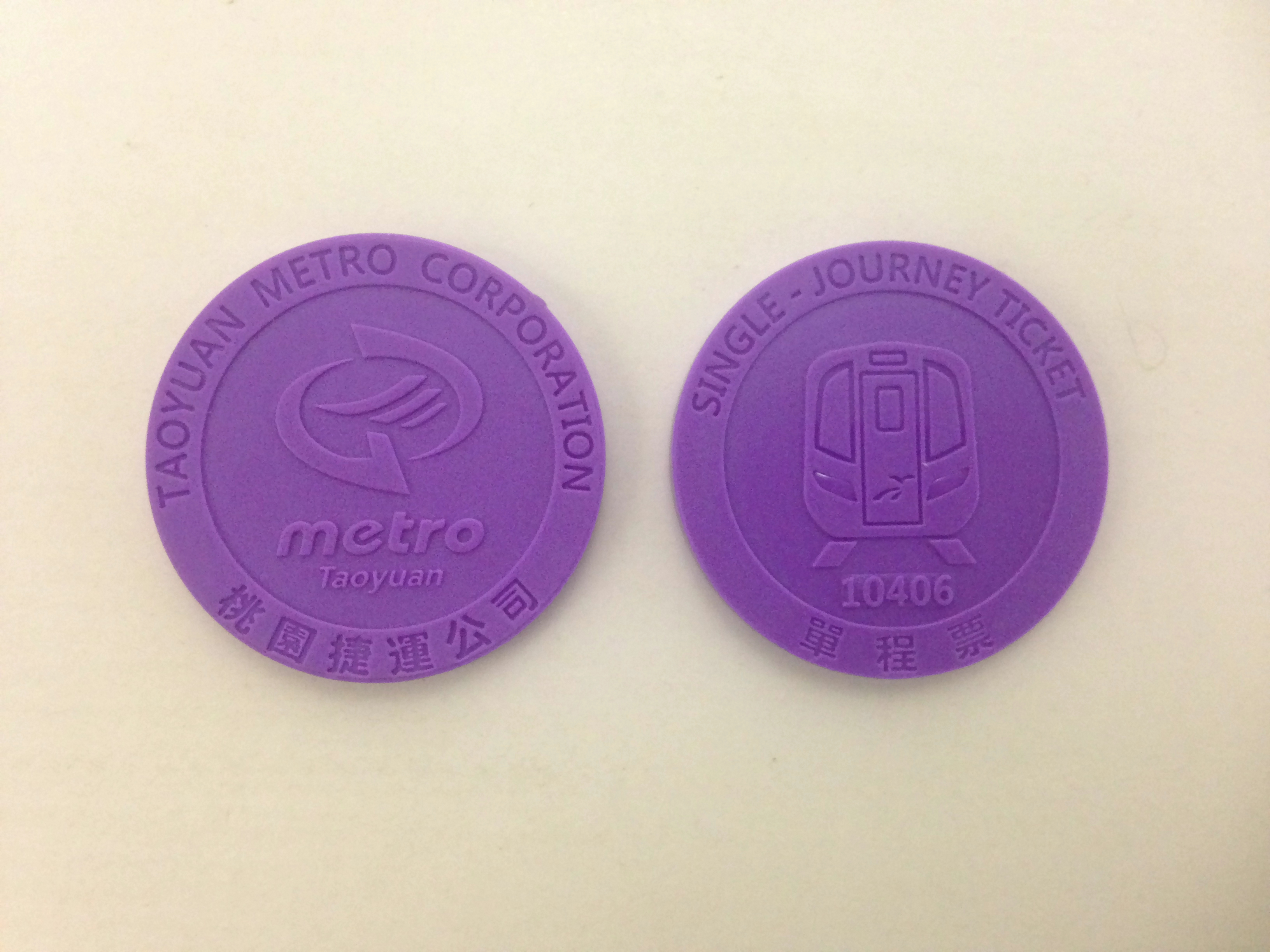
桃園捷運IC代幣單程票正反面

IC代幣是內藏IC晶片的塑膠製代幣（token），一般地鐵及停車場的收費系統皆可使用，原理類似智慧卡的非接觸技術，大小約為直徑28公釐。
與紙張代幣或票券相比，IC代幣可重複使用、減少紙張用量，但無法直接顯示金額，需使用讀取設備才可得知金額。與接觸式或非接觸式電子票卡相比，IC代幣的體積較小。

## 使用此收費系統的國家或地區
- 中華民國（臺灣）
  - 臺北捷運
  - 桃園捷運
  - 台中捷運
  - 高雄捷運
  - 臺中市公車、高雄市公車（卡片式代幣卡）
- - 首爾地鐵
- 中华人民共和国
  - 深圳地鐵
  - 天津地鐵
  - 廣州地鐵
  - 南京地鐵
  - 东莞地鐵
  - 武汉地铁
  - 武汉轮渡
  - 南昌地铁
  - 长沙地铁
  - 福州地铁
  - 厦门BRT和厦门地铁
  - 成都市二环路快速公交
- 香港
  - 天星小輪
- 澳門
  - 澳門輕軌
- 泰國
  - 曼谷地鐵
- 新加坡
  - 新加坡地鐵
- 印度
  - 新德里地鐵